# 九鬼副隆

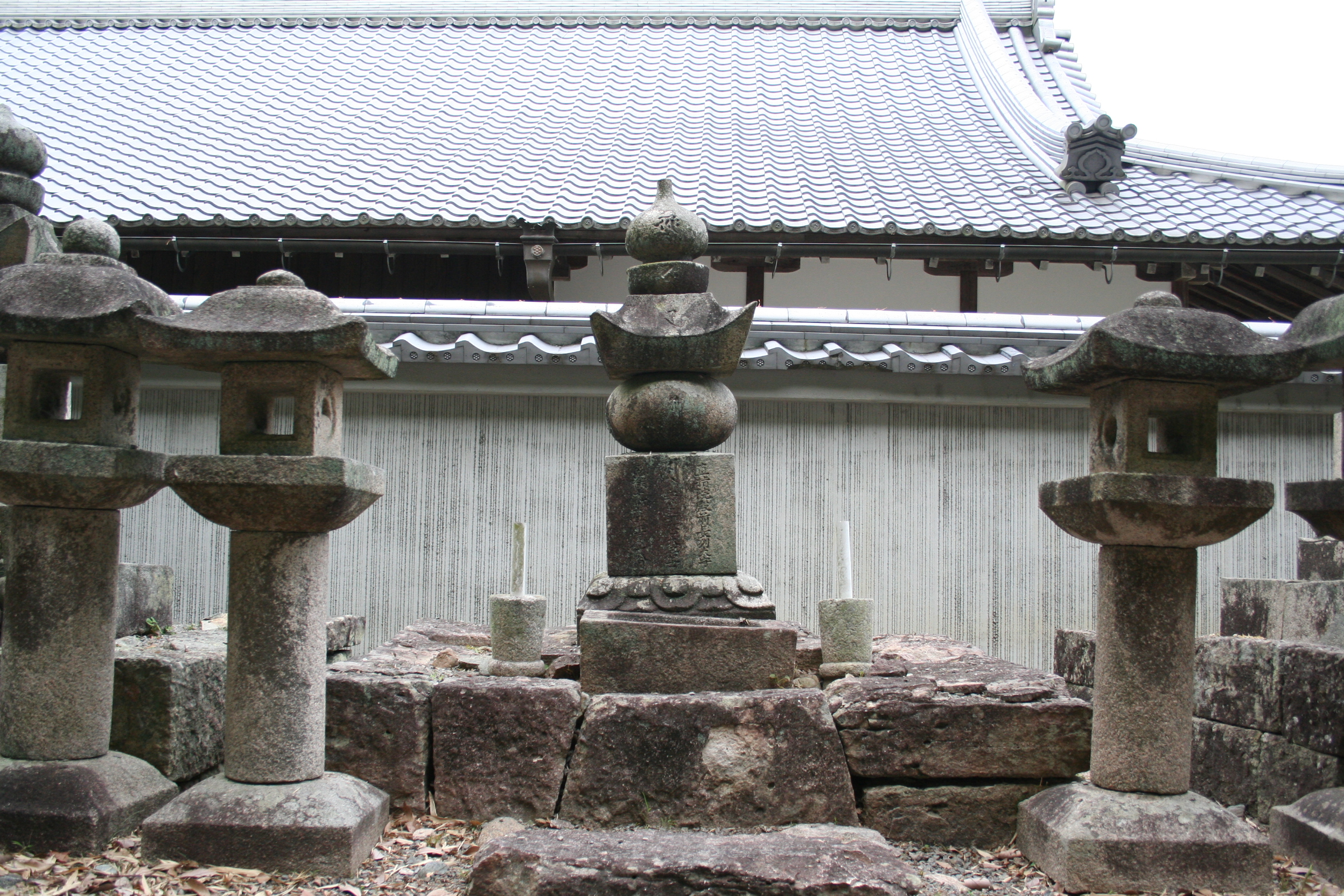
九鬼副隆の墓。(兵庫県三田市心月院)

九鬼 副隆（くき すえたか、延宝2年（1674年）- 元禄10年5月18日（1697年7月6日））は、摂津三田藩の第4代藩主。九鬼氏16代当主。
大和柳生藩主柳生宗冬の嫡子柳生宗春の次男。母は九鬼久隆の娘。官位は従五位下、長門守。幼名は万吉。
貞享3年（1686年）5月、先代藩主の九鬼隆律の養嗣子となり、同年の隆律の死去により跡を継いだ。元禄元年（1688年）12月25日、叙任する。元禄4年（1691年）6月18日、御小姓となる。元禄10年（1697年）5月18日、三日月で死去し、跡を従弟で養嗣子の隆久が継いだ。法号は直指院。墓所は兵庫県三田市西山町の心月院。